# Rafael Tolói
Rafael Tolói (10 d'octubre de 1990) és un futbolista professional brasiler que juga per l'Atalanta BC com a defensa central. Representà internacionalment el Brasil a nivell sub-20.

## Palmarès
Goiás EC
- 2 Campionats goianos: 2009, 2012

São Paulo FC
- 1 CONMEBOL Sud-americana: 2012

Atalanta BC
- 1 Lliga Europa de la UEFA: 2023-24

Selecció italiana
- 1 Eurocopa: 2020